# 케일 샌더슨
케일 노먼 샌더슨(영어: Cael Norman Sanderson, 1979년 6월 20일~)은 미국의 레슬링 선수이자 지도자이다. 2004년 하계 올림픽 자유형 미들급에서 금메달을 획득했다.

## 같이 보기
- 알렉산드르 카렐린